# Bălăcița (gmina)
Bălăcița – gmina w Rumunii, w okręgu Mehedinți. Obejmuje miejscowości Bălăcița, Dobra i Gvardinița. W 2011 roku liczyła 2830 mieszkańców.